# Kamaldolijanci
Kamaldolijanci pustinjački je crkveni red koji je svoje ime dobio po poznatom samostanu Camaldoli, 13 kilometara od grada Poppi, u dolini Casentino koja se nalazi na toskanskim Apeninima u pokrajini Arezzo. Osnovao ga je benediktinski monah Sveti Romuald 1012. a nalazi se u sredini manje šume na 1100 mnv. Blizu samostana nalazi se (barem danas) 50 pustinjačkih kućica, izgledom na kolibice, koje su jedna od druge jednako udaljene.
Camaldoli je danas kuća matica i duhovno središte deset muških monaških samostana koji se nalaze u Italiji, SAD-u, Brazilu i Indiji. Postoje također i ženski samostani sestara kamaldolijanki u Italiji, SAD-u, Brazilu, Tanzaniji, Indiji, Francuskoj i Poljskoj.
Jedan tipičan monaški dan u samostanu kamaldolijanaca obilježen je zajedničkom liturgijom časova, euharistijom, te osobnom Lectio Divina (čitanjem i razmatranjem Sv. pisma), a također i radom, studijem i odmorom.
Prema tradicionalnoj monaškoj gostoljubivosti i kamaldolijanci imaju u dijelu svoga samostana kuću za goste u koju primaju ljude na duhovne vježbe, a može se doći provesti neko vrijeme u kući za goste sudjelovati u svakodnevnim molitvama i radu monaške zajednice.

## Vanjske poveznice
- Kamaldolijanci - službene stranice
- Kamaldolijanci u Americi